# Esarcato apostolico della Colombia
L'esarcato apostolico della Colombia (in latino: Exarchatus apostolicus Columbiae) è una sede della Chiesa maronita immediatamente soggetta alla Santa Sede. È retto dall'esarca Fadi Abou Chebel.

## Territorio
L'esarcato apostolico estende la sua giurisdizione sui fedeli maroniti residenti in Colombia.
Sede dell'esarcato è la città di Bogotà, dove si trova la pro-cattedrale di Nostra Signora del Libano.

## Storia
L'esarcato apostolico è stato eretto da papa Francesco il 22 dicembre 2015 con la bolla Saeculorum decursu.
Primo esarca apostolico, senza carattere episcopale, è Fadi Abou Chebel, dell'Ordine maronita Mariamita, contestualmente nominato visitatore apostolico dei fedeli maroniti residenti in Perù e in Ecuador.
La denominazione ufficiale dell'esarcato apostolico è "esarcato maronita Santa Rafqa di Colombia".

## Cronotassi degli esarchi
Si omettono i periodi di sede vacante non superiori ai 2 anni o non storicamente accertati.
- Fadi Abou Chebel, O.M.M., dal 20 gennaio 2016

## Statistiche
| anno | popolazione | popolazione | popolazione | presbiteri | presbiteri | presbiteri | presbiteri                | diaconi | religiosi | religiosi | parrocchie |
| anno | battezzati  | totale      | %           | numero     | secolari   | regolari   | battezzati per presbitero | diaconi | uomini    | donne     | parrocchie |
| ---- | ----------- | ----------- | ----------- | ---------- | ---------- | ---------- | ------------------------- | ------- | --------- | --------- | ---------- |
| 2020 | ?           | ?           | ?           | 3          | 2          | 1          | ?                         |         | 1         |           | 1          |